# 39 Pegasi
39 Pegasi, eller V643 Pegasi, är en pulserande variabel av Gamma Doradus-typ (GDOR) i stjärnbilden Pegasus.
39 Pegasi har bolometrisk magnitud +6,77 och varierar med 0,09 magnituder och en period av 0,75574 dygn eller 18,138 timmar. Den befinner sig på ett avstånd av ungefär 165 ljusår.